# Baritú nationalpark
Baritú nationalpark är en nationalpark i Argentina.   Den ligger i provinsen Salta, i den norra delen av landet, 1 500 kilometer norr om huvudstaden Buenos Aires. Baritú nationalpark ligger 1 157 meter över havet.
Terrängen runt Baritú nationalpark är huvudsakligen kuperad. Baritú nationalpark ligger uppe på en höjd. Runt Baritú nationalpark är det mycket glesbefolkat, med 3 invånare per kvadratkilometer..
I omgivningarna runt Baritú nationalpark växer i huvudsak städsegrön lövskog.